# Резовац
Резовац је насељено место у саставу града Вировитице у Вировитичко-подравској жупанији, Република Хрватска.

## Историја
До територијалне реорганизације у Хрватској налазио се у саставу старе општине Вировитица.

## Становништво
На попису становништва 2011. године, Резовац је имао 1.303 становника.

## Попис1991.
На попису становништва 1991. године, насељено место Резовац је имало 1.289 становника, следећег националног састава:
| Попис 1991.‍   | Попис 1991.‍  | Попис 1991.‍ | Попис 1991.‍ | Попис 1991.‍ |
| ------------- | ------------ | ----------- | ----------- | ----------- |
|               |              |             |             |             |
| Хрвати        | Хрвати       |             | 1.131       | 87,74%      |
| Срби          | Срби         |             | 54          | 4,18%       |
| Југословени   | Југословени  |             | 25          | 1,93%       |
| Мађари        | Мађари       |             | 6           | 0,46%       |
| Македонци     | Македонци    |             | 2           | 0,15%       |
| остали        | остали       |             | 4           | 0,31%       |
| неопредељени  | неопредељени |             | 28          | 2,17%       |
| регион. опр.  | регион. опр. |             | 4           | 0,31%       |
| непознато     | непознато    |             | 35          | 2,71%       |
| укупно: 1.289 |              |             |             |             |